# Knickerbocker Trust Company

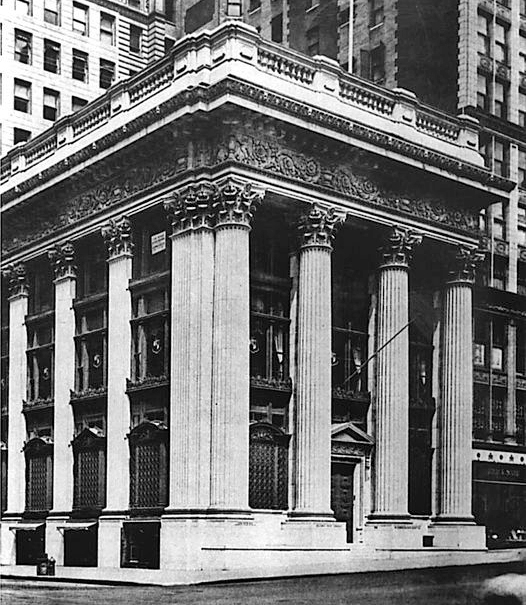
Sede da Knickerbocker Trust Company (fotografada em 1905; a fachada está hoje totalmente transformada).

A Knickerbocker Trust, fundada em 1884 por Frederick G. Eldridge, amigo e colega do financeiro J. P. Morgan, foi por algum tempo um dos maiores bancos dos Estados Unidos, tendo um papel fulcral no pânico financeiro de 1907. Como sociedade fiduciária, um dos seus principais negócios era servir de fiduciário para particulares, empresas e heranças.

## História
O banco foi fundado em 1884 por Frederick G. Eldridge, amigo e colega de classe do financista JP Morgan. Eldridge foi o presidente fundador; ele foi sucedido na década de 1890 por Robert MacClay, com Charles Tracy Barney como vice-presidente. Quando MacClay se aposentou em 1897, Barney foi eleito presidente.
Em 1907, seus fundos estavam sendo usados pelo então presidente Charles T. Barney em um plano para elevar o custo de cobre por monopolizar o mercado. Essa aposta foi desfeita devido ao despejo de milhões de dólares em cobre no mercado para impedir uma aquisição hostil em uma organização não relacionada. Isso se tornou público e, em 21 de outubro de 1907, o National Bank of Commerce anunciou que não aceitaria mais cheques do Knickerbocker Trust, desencadeando uma corrida de depositantes exigindo seus fundos de volta. Charles Barney solicitou uma reunião com o JP Morgan para discutir a assistência financeira para o banco, mas foi rejeitado. Pouco depois, ele se matou em 14 de novembro de 1907.
O pânico resultante de 1907 criou um declínio contínuo no mercado de ações que viu o Dow Jones Industrial Average perder 48% de seu valor de janeiro de 1906 a novembro de 1907. A crise bancária também é vista como a gota d'água que levou o Congresso a formar o Federal Reserve em 1913.
A empresa reabriu algumas semanas após seu fechamento forçado e pagou integralmente todos os depositantes com juros. Em 1912, seus ativos foram adquiridos pela Columbia Trust Company, formando a Columbia-Knickerbocker Trust Company. Esta entidade foi adquirida pela Irving Trust Corporation em 1923, que por sua vez foi adquirida pelo Bank of New York em 1989.

## A Sede
O banco na cidade de Nova York ficava em um prédio de estilo romano projetado por McKim, Mead e White e erguido entre 1902 e 1904 na esquina noroeste da 34th Street com a Fifth Avenue. O projeto de Stanford White permitiu a possibilidade de adicionar nove andares de escritórios à estrutura.
O edifício foi ampliado em dez andares em 1921, e a fachada completamente redesenhada em 1958, com suas pilastras características cobertas.